# LXDE
LXDE，全名為Lightweight X11 Desktop Environment，是自由桌面環境，可在Unix以及如Linux、BSD等POSIX相容平台執行。
LXDE專案旨在提供新的輕量而快速的桌面環境。相較於功能強大與伴隨而來的膨脹性，LXDE重視實用性和輕巧性，並且盡力降低其所耗系統資源。不同於Linux的其他桌面環境，其元件相依性極少。取而代之的是各元件可以獨立運作，大多數的元件都不須倚賴其它套件而可以獨自執行。
LXDE使用Openbox為其預設視窗管理器，並且希望能夠提供建立在互相獨立套件上的輕量級快速桌面。
ubuntu在8.10版時將LXDE收錄進套件庫，但一直僅是選用套件。而據LXDE主要開發者之一的PCMan透露，以LXDE為預設桌面環境的ubuntu分支Lubuntu原定在2009年10月發行第一個版本，然而因故未能发行。随着Ubuntu 10.04发行，Lubuntu 10.04才正式发行。
2013年7月21日，LXDE-Qt專案團隊與Razor-qt團隊宣佈他們將會合併這兩個專案并更名为LXQt。随着LXQt的0.13版本于2018年5月21日发布，LXQt项目正式从LXDE中分离出来，并转移到一个独立的Github团体。

## 包含元件
LXDE專案包括以下的獨立元件：
- GPicView：單純的圖片瀏覽器，類似Windows XP預設的圖片瀏覽程式。
- GtkNetCat：netcat的圖形介面前端。
- LXappearance：調整LXDE外觀、字型、佈景主題。
- LXMusic：基於XMMS2的音樂播放程式。
- LXLauncher：提供與EeePC預設使用的程式選單相似但更加強化的介面。
- LXNM：有線／無線網路管理程式。
- LXRandR：簡單的螢幕設定工具。
- LXpanel：LXDE的面板程式。
- LXsession-lite：管理工作階段，為lxsession套件的輕量化版。
- LXSession Edit：編輯登入時自動啟動程式的工具。
- LXShortcut：編輯捷徑的工具。
- LXtask：系統資源監控以及工作管理員。
- LXTerminal：效能佳的終端機程式。
- PCManFM：輕巧的檔案及桌面管理程式。

以下程式並不是為LXDE專案開發的元件，但是被LXDE所採用：
- Leafpad：輕巧的文字編輯程式。
- Openbox：輕巧而又功能強大的視窗管理程式。
- XArchiver：獨立的壓縮檔管理程式。

## 使用LXDE的Linux發行版
以下為預設使用LXDE的Linux發行版：
- Greenie：基於Ubuntu的發行版，特別為斯洛伐克和捷克使用者所設計。
- Linux Mint：基於Linux Mint的LXDE發行版。
- Myah OS 3.0 Box edition：使用LXDE的Myah OS發行版。
- Parted Magic：硬碟分割工具的Live系統。
- PUD GNU/Linux：基於Ubuntu的Live CD。
- SliTaz：超輕量級的Live CD，使用絕大部分的LXDE套件。
- TinyMe：基於PCLinuxOS的輕量級發行版，使用部份LXDE套件。
- U-lite：在Ubuntu Base之上安裝的套件組合。
- VectorLinux Lite：VectorLinux的輕量發行版。
- Lubuntu：採用LXDE為預設桌面系統的Ubuntu分支，第一版已於2009年10月推出。

以下的發行版預設已經將LXDE收入套件庫：
- ArchLinux [7]
- Debian 5.0 "Lenny" [8]
- Fedora 10[9]
- Gentoo[10]
- gOS 3.0 [11]
- Mandriva Linux 2009[12]
- Ubuntu 8.10 Intrepid Ibex[13]
- openSUSE 11.3[14]

## LXDE 屏幕截图

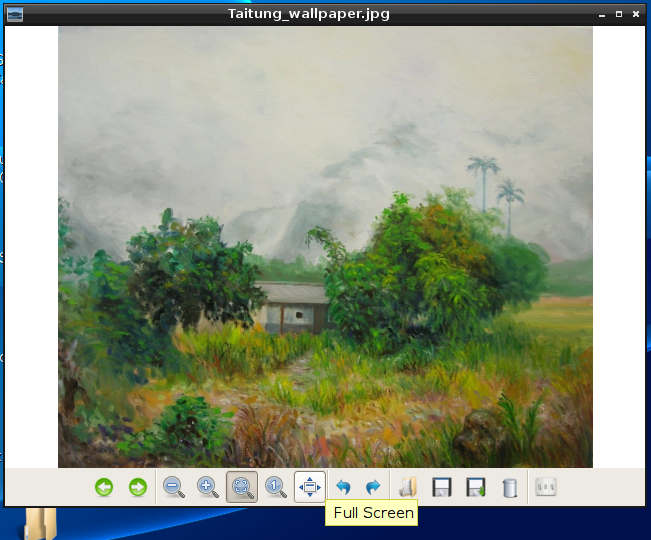
LXDE Picture Viewer
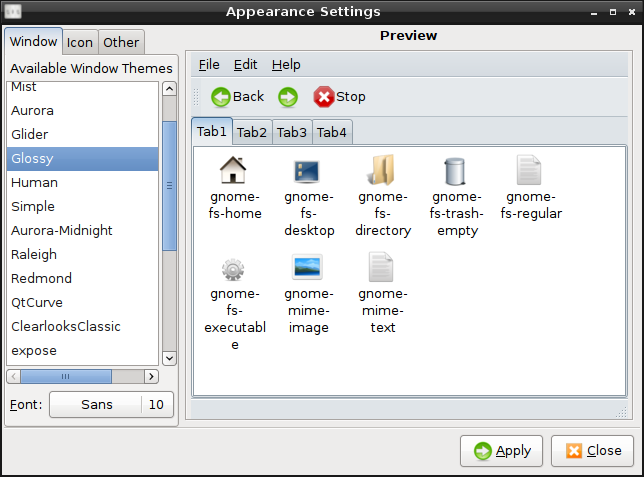
LXappearance
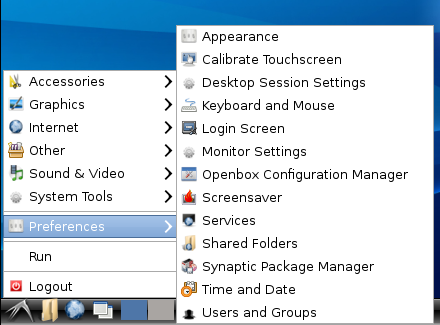
LXpanel
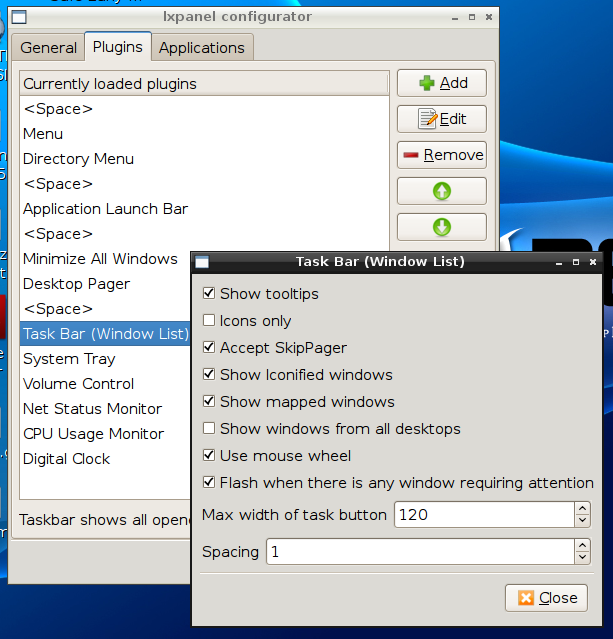
LXpanel Preferences
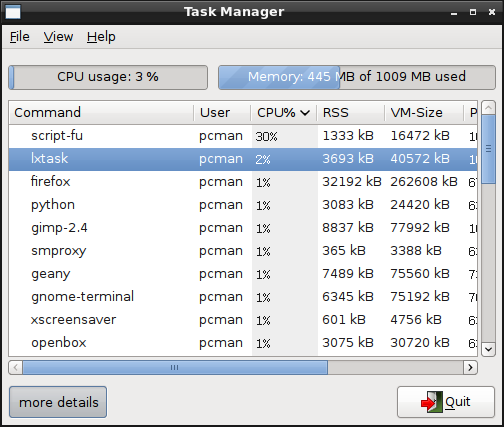
LXtask
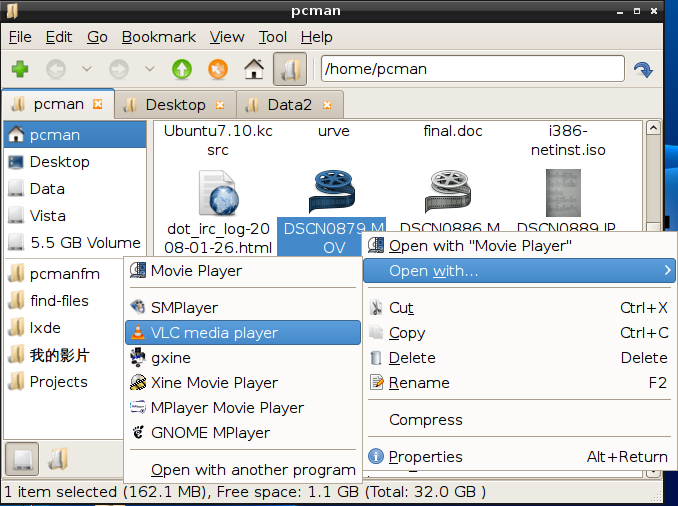
PCManFM
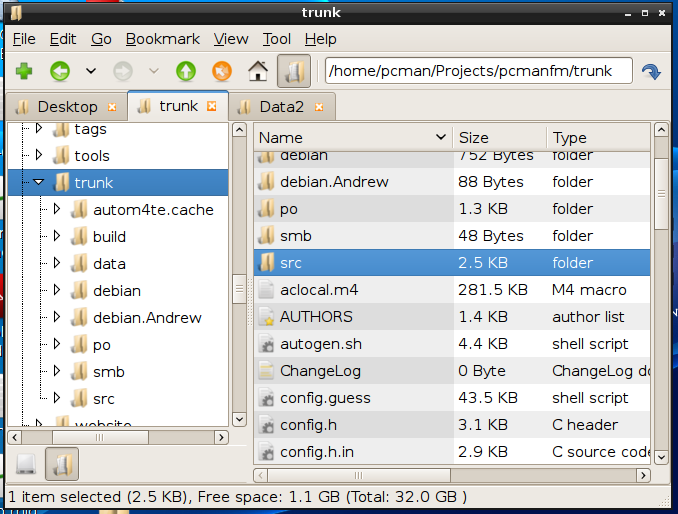
PCManFM
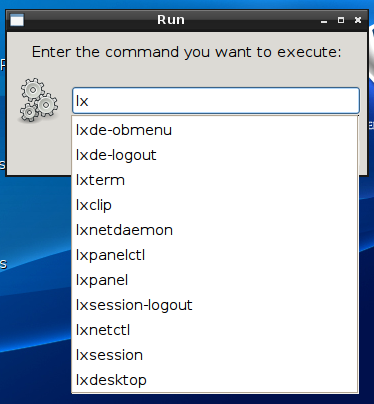
Autocompletion of Panel tasks

## 外部連結
- LXDE.org英文首頁中文首頁
- LXDE專案頁面 （页面存档备份，存于）
- LXDE中文討論區 （页面存档备份，存于）

## 註解
1. ↑  LXDE. . lxde.org. 2021  [7 March 2021]. （原始内容存档于2008-09-24）.
2. 1 2  LXDE官方網站的LXDE介紹 （页面存档备份，存于）
3. ↑  .   [2009-06-27]. （原始内容存档于2019-02-07）.
4. ↑  .   [2013-07-22]. （原始内容存档于2014-05-29）.
5. ↑  SourceForge上的LXDE專案網站 （页面存档备份，存于）
6. ↑  LXDE網站中紀錄的Linux發行版 （页面存档备份，存于）
7. ↑  . Arch Linux.   [2008-12-10]. （原始内容存档于2020-10-30）.
8. ↑  . Debian Project.   [2008-10-13]. （原始内容存档于2017-08-13）.
9. ↑  . Fedora Project. 2008-10-31  [2008-11-08]. （原始内容存档于2020-10-28）.
10. ↑  Gentoo Foundation. . 2008  [2008-11-29]. （原始内容存档于2008-12-20）.
11. ↑  . DesktopLinux.com.   [2008-10-20]. （原始内容存档于2008-11-06）.
12. ↑  .   [2009-01-11]. （原始内容存档于2012-07-18）.
13. ↑  LXDE Wiki. . 2008年11月  [2008-12-03]. （原始内容存档于2012-04-14）.
14. ↑  .   [2010-12-02]. （原始内容存档于2011-02-25）.